# Zuaza
Zuaza (en euskera Zuhatza y oficialmente Zuaza/Zuhatza) es un concejo del municipio de Ayala, en la provincia de Álava. 

## Toponimia
En 1229 aparece recogido con el nombre de Zuaza, del 1471 al 1476 Çuaça, y en 1976 Zuhatza (Zuhatzar).

## Geografía física

### Ubicación
| Noroeste: Arceniega | Norte: Oquendo | Nordeste: Llodio    |
| Oeste: Llanteno     |                | Este: Luyando       |
| Suroeste: Menagarai | Sur: Quejana   | Sureste: Respaldiza |

## Historia
Hacia mediados del siglo XIX, el lugar, ya por entonces perteneciente a Ayala, tenía contabilizada una población de 181 habitantes. Aparece descrito en el decimosexto y último volumen del Diccionario geográfico-estadístico-histórico de España y sus posesiones de Ultramar de Pascual Madoz con las siguientes palabras:

ZUAZA: l. del ayunt. de Ayala, en la prov. de Alava (á Vitoria 8 1/2 leg.), part. jud. de Amurrio (2), aud. terr. de Búrgos, c. g. de las Provincias Vascongadas, dióc. de Calahorra. sit. entre montes; clima frio; reina el viento N. y se padecen reumas. Tiene 72 casas; escuela de primera educacion para ambos sexos, frecuentada por 40 alumnos y dotada con 1,000 rs.; igl. parr. (Sta. Maria) servida por 2 beneficiados de presentacion del conde de Ayala; 2 ermitas (la Concepcion y el Sto. Cristo); los cas. de Gamuriarte, Lequisima, Magdalena, Ibagueñ, La Cuadra, Cerrabe, Mendivil y Jauribengo; y varias fuentes para el surtido del vecindario. El térm. confina N. Menagaray; E. Quejana; S. Respaldiza, y O. Oquendo; comprendiendo dentro de su circunferencia los montes Ansoleta, Arzaren y Garate, poblados de robles, castaños y otros árboles. El terreno es de mediana calidad para la produccion de cereales; le atraviesa por junto al pueblo un arroyo en direccion á Quejana. caminos: los que conducen á Vitoria y Bilbao son carretiles y en mediano estado: el correo se recibe de Orduña por balijero. prod.: trigo, maiz, castañas, manzanas y toda especie de frutas; cria de ganado vacuno, cabrio, caballar y mular; caza de jabalies, zorros, liebres y perdices; pesca de anguilas y barbos. ind.: ademas de la agricultura y ganaderia hay 2 molinos harineros. pobl.: 47 vec., 181 alm. contr.: con su ayuntamiento (V.).
(Madoz, 1850, pp. 672-673)

En 2022, tenía empadronados 129 habitantes.

## Demografía

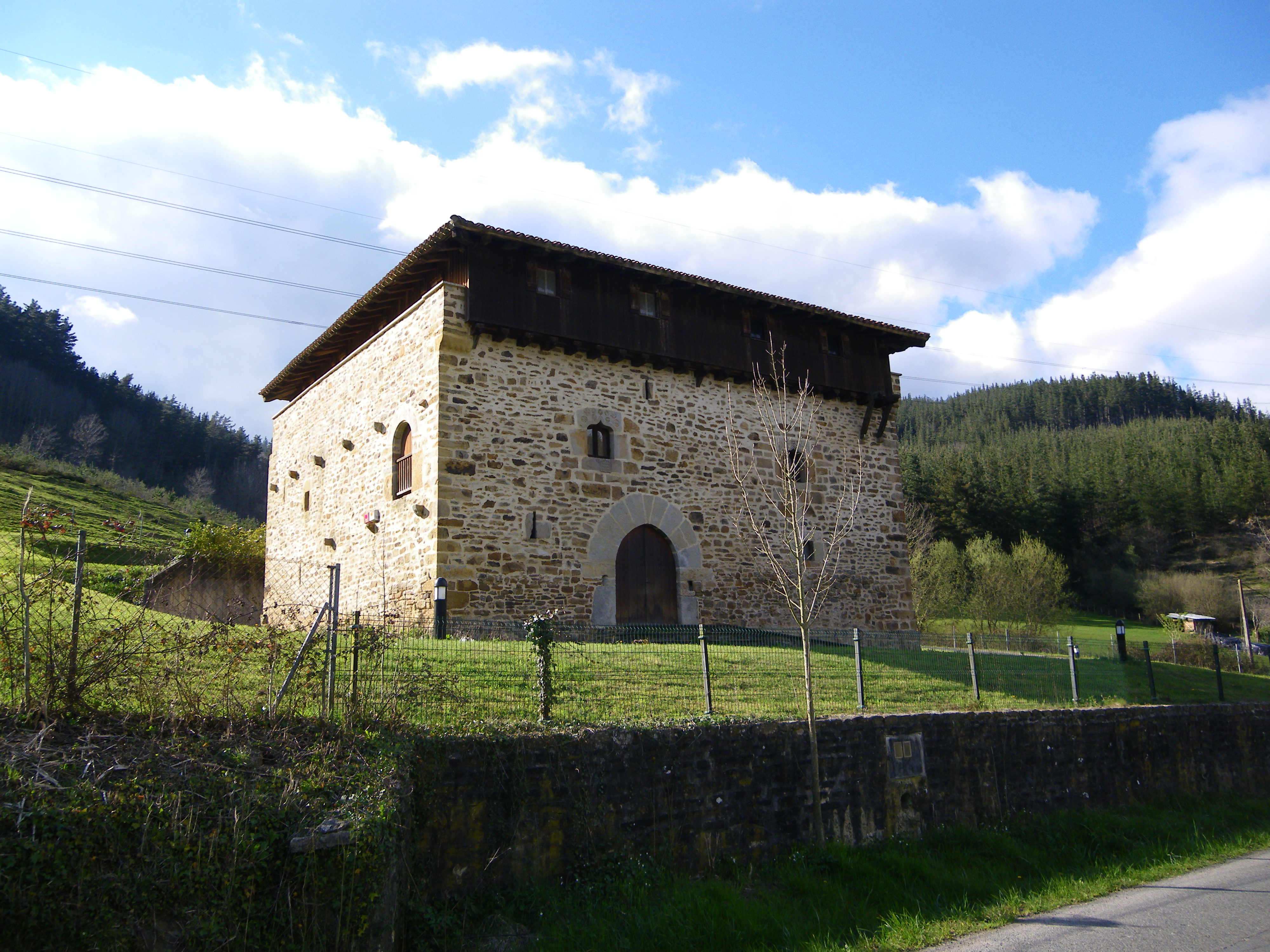
La torre Negorta

| Gráfica de evolución demográfica de Zuaza entre 2000 y 2017 |
|                                                             |
| Población de derecho según los censos de población del INE. |

## Cultura

### Patrimonio material
- Torre Negorta, clasificada como Bien de Interés Cultural desde 1999.[6]
- 'Iglesia de Santa Marina'.[7] Se construyó en el siglo XVIII. Cuenta con un lienzo de la Inmaculada, la talla del siglo XVI del retablo lateral, está dedicado a la Virgen del Rosario y un sagrario procedente de la iglesia de Caicedo Sopeña.[8]

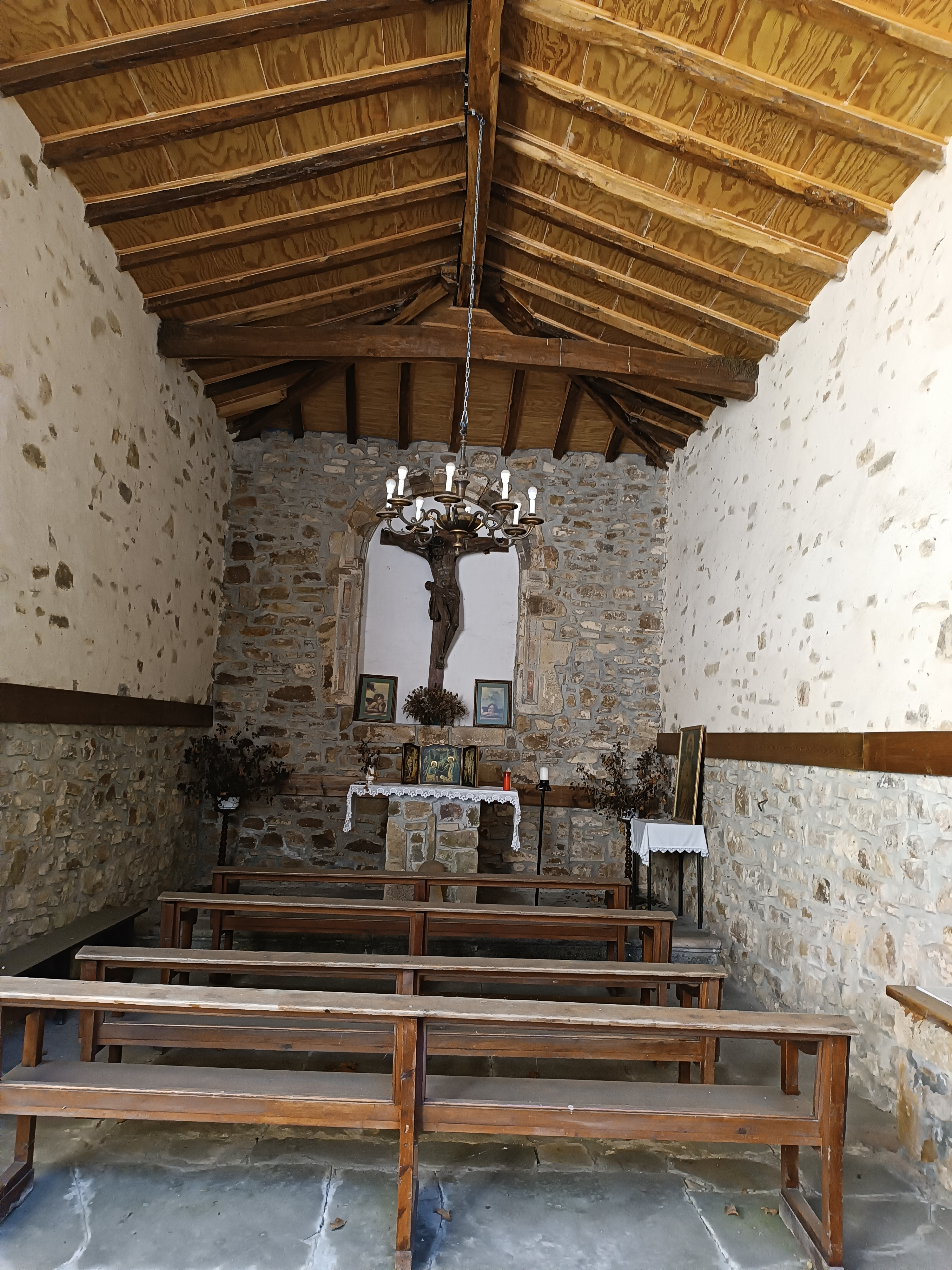
Ermita del Cristo de Mugaola

- Ermita de la Inmaculada Concepción de ZuazaErmita del Cristo de MugaolaErmita del Cristo de Mugaola, típica construcción rural, con techumbre y rejas de madera y retablo churrigueresco, fundada en 1620 por Domingo Abad de Bilachica.[9]

- Palacio Urquijo es un conjunto residencial dentro de un recinto ajardinado de unos 2.070 metros cuadrados donde destaca el propio palacio que se complementa con construcciones auxiliares como la cochera, la casa del personal de servicio y almacén o cuadra y elementos tales como caminos de losas de piedra y una piscina, como parte del jardín.[10]
- Frontón.[11]

### Patrimonio inmaterial
Las fiestas patronales se celebran el 18 de julio en honor a Santa Marina.